# Gli undici diavoli
Gli undici diavoli (Die elf Teufel) è un film muto del 1927 diretto da Zoltán Korda e Carl Boese.

## Trama
Tommy, con altri dieci amici, fa parte di una squadra di calcio di dilettanti che si ritrova presso un’associazione sportiva di periferia, la Linda A.S. Attorno alla squadra si riunisce in fratellanza una serie di persone, fra cui Linda, la fidanzata di Tommy, e diversi simpatizzanti, in gran parte ragazzini e bambini dei quartieri periferici, fra i quali il piccolo Pips.
Per un caso fortuito, l’allenatore dell’International, una squadra di professionisti, si trova, insieme alla giovane Wanda (“amante dello sport e degli sportivi”, recita la didascalia) a prendere visione dell’allenamento della squadra della Linda A.S., e nota le sorprendenti doti di calciatore di Tommy. Allo stesso tempo Tommy rimane incantato dal fascino di Wanda.
Un giornale sportivo indice un concorso fra le squadre di calcio cittadine, a qualunque categoria appartengano, mettendo in palio una coppa d’oro. L’incontro decisivo sarà proprio quello fra la Linda A.S. e l’International. Quest’ultima squadra viene a conoscenza della notizia per prima, e Wanda, in apparente combutta con l’allenatore, usa le proprie doti seduttive per convincere Tommy a scendere in campo con l’International per una partita da giocarsi di lì a poco. Alla fine egli accetta, senza sapere chi saranno gli avversari.
Tommy si è fatto irretire sempre più da Wanda e dal lusso della squadra dell’International, al punto di dimenticare di presentarsi al compleanno di Linda, con gran disappunto di quest’ultima.
È solo poco prima di scendere in campo che Tommy apprende che la squadra avversaria è la propria squadra, la Linda A.S. Allora si rifiuta di giocare, disattendendo il contratto con l’International. A quel punto l’allenatore, inaspettatamente, si congratula con lui perché finalmente dimostra uno spirito veramente sportivo, di squadra.
La partita inizia senza di lui. Gli si presenta, negli spogliatoi, Pips, che gli trasmette la richiesta dei fan, i ragazzini di periferia, di scendere in campo nelle file della Linda A.S.. Quando la propria squadra è sotto di un gol, egli, superati i dubbi, entra in partita per la A.S. Linda, e porta la propria squadra alla vittoria, mentre Wanda e Linda, abbandonata ogni eventuale rivalità, tifano entrambe per lui.
Viene offerta la coppa d’oro a Tommy, che la fa ritirare dalle mani di Linda.

## Produzione
Il film fu prodotto dalla Carl Boese-Film GmbH.

## Distribuzione
Distribuito dalla National-Film, il film uscì nelle sale cinematografiche tedesche con un visto di censura del 19 ottobre 1927.
In Italia venne distribuito nel maggio 1930. Nel 2013 è stato distribuito in DVD dalla casa Ermitage.